# Glossina nashi
Glossina nashi
Pour les articles homonymes, voir Mouche et Goma Tsé-Tsé.
Espèce
Glossina nashi est l'une des 23 espèces reconnues de glossines (genre Glossina) et appartient au groupe forestier/fusca (sous-genre Austenina).

## Répartition
Glossina nashi a été signalée historiquement dans quelques pays d'Afrique centrale, dont l'Angola, le Cameroun, la République centrafricaine, le Congo et le Gabon,,. Cependant, une revue de la littérature scientifique de 1990 à 2020 n'a confirmé la présence de G. nashi qu'au Gabon.